# Antonija Panda
Antonija Panda –en serbi, Антонија Панда– (Subotica, 12 de març de 1977) és una esportista sèrbia que va competir en piragüisme en la modalitat d'aigües tranquil·les, guanyadora d'una medalla de bronze en el Campionat Mundial de Piragüisme de 2007 i una medalla de bronze en el Campionat Europeu de Piragüisme de 2008, ambdues en la prova de K4 200 m.

## Palmarès internacional
| Campionat Mundial | Campionat Mundial    | Campionat Mundial | Campionat Mundial |
| Any               | Lloc                 | Medalla           | Competició        |
| ----------------- | -------------------- | ----------------- | ----------------- |
| 2007              | Duisburg ( Alemanya) | 3                 | K4 200 m          |
| Campionat Europeu |                      |                   |                   |
| Any               | Lloc                 | Medalla           | Competició        |
| 2008              | Milà ( Itàlia)       | 3                 | K4 200 m          |